# زبان گیلکی
زبان گیلکی (به گیلکی: گیلٚکی زٚوان) از گروه زبان‌های ایرانی شاخهٔ شمال غربی است که زبان مادری مردم گیلک و بیشتر مردم استان گیلان و جوامع کوچک‌تری در استان‌های همسایه، مانند استان‌های مازندران، قزوین و البرز و قم و نیز تهران و اردبیل و زنجان است. گیلکی از شرق با زبان مازندرانی و از غرب با زبان تالشی و از جنوب با زبان تاتی همسایه است و در درون گستره خود گونه‌هایی دارد.
زبان گیلکی از گروه زبان‌های شمال غربی ایرانی و در مجموع زبان‌های کرانه دریای کاسپین یعنی زبان‌های کاسپین است. افزون‌بر گیلکی این خانواده شامل زبان‌های تالشی، مازندرانی و تاتی است.. به‌باور زبان‌شناسانْ گیلکی زبان خواهر مازندرانی می‌باشد و نزدیک‌ترین زبان از دید دستوری به این زبان است از دیدگاه تاریخی این زبان‌ها به زبان پارتی (اشکانی) وابستگی دارند.. گیلکی با دیگر زبان‌های ایرانی شمال غربی نزدیکی دارد.

## دستور زبان
در این زبان چهارده گونه زمان دستوری وجود دارد. ماضی: ساده، استمراری، مستمر، نقلی، التزامی، بعید، ابعد، ابعد دستوری و کامل. مضارع: ساده، مستمر، التزامی، مستقبل و کامل. بنابر نظر دونالد استیلو در دانشنامهٔ ایرانیکا، بیشترین تفاوت‌ها در دستورِ زبان میان گویش‌های غربی و شرقی در افعال است و از لحاظ علم صرف (تکواژشناسی) تاریخی بیشترین ویژگی‌های قابل‌توجه، پسوندهای سازندهٔ زمان فعل در گویش شرقی گیلکی است. سازندهٔ فعل زمان حال حاضر که ریشه در زبان‌های هندواروپایی دارد، گیلکی شرقی را با زبان مازندرانی و گویش‌های سمنان (شهمیرزادی و سنگسری و افتری و سرخه‌ای و لاسگردی و نه خود گویش سمنانی) و تاتی شمالی و زازاکی متحد می‌کند. سازندهٔ زمان فعل گذشتهٔ شرطی که در گویش گورانی شمال کرمانشاه و منطقهٔ موصل دیده شده و گذشتهٔ تابعی در بلوچی، پسوند هست برای ریشهٔ گذشته و در جمله‌های شرطی در هر سه گویش مورد استفاده قرار می‌گیرد. در هر دوی این ویژگی‌ها گویش غربی گیلکی بیشتر به گویش‌های همسایه غربی و جنوبی خود شبیه است از آنجا که افعال زمان حاضر و افعال بی‌قاعده به همین شکل در تالشی جنوبی و کلوری و رودباری شکل گرفته‌اند.

## پیشینه
گیلکی از گروه زبان‌های شمال غربی ایرانی است. گروه زبان‌های کرانه دریای خزر(کاسپین) در خانوادهٔ زبان‌های ایرانی شامل زبان‌های تالشی، مازندرانی، گیلکی و تاتی است. در خانوادهٔ زبان‌های غربی ایرانی زبان‌های دیگری مانند کردی و لری و زبان بلوچی و زبان‌های مرکزی (راجی و گلپایگانی و زبان‌های ایران مرکزی و زبان زردشتیان یزد) و همچنین زبان سیوندی می‌باشند.

## الفبا
الفبای گیلکی ۳۹ حرف دارد که مجموعه‌ای از تلفیق و آمیزش آنچه پاینده لنگرودی در کتاب فرهنگ گیل و دیلم خود آورد و بعد از آن، تأثیر بسیار زیادی که مجلهٔ گیله‌وا بر آثار مکتوب گیلکی گذاشت و در نهایت خط پیشنهادی گیلکی که به‌صورت منسجم و کامل اولین بار در سایت ورگ منتشر شد. سامانهٔ نوشتاری این خط همچون کردی و فارسی غیره به خط عربی است. همچنین در بعضی از سایت‌های اینترنتی از الفبایی بر پایهٔ الفبای لاتین استفاده می‌شود؛ که به شرح زیر است:
| خط عربی | خط لاتین | آوانگاری بین‌المللی | توضیحات                           |
| ------- | -------- | ------------------ | --------------------------------- |
| ◌َ       | Aa       |                    |                                   |
| أ       | Āā       |                    |                                   |
| ب       | Bb       |                    |                                   |
| چ       | Cc       |                    |                                   |
| د       | Dd       |                    |                                   |
| ◌ِ       | Ee       |                    |                                   |
| ◌ٚ       | Ⲑⲑ       |                    | شکل دیگر: Əə                      |
| گ       | Gg       |                    |                                   |
| ه؛ ح    | Hh       |                    |                                   |
| ی       | İi       |                    |                                   |
| ج       | Jj       |                    |                                   |
| ک       | Kk       |                    |                                   |
| ل       | Ll       |                    |                                   |
| م       | Mm       |                    |                                   |
| ن       | Nn       |                    |                                   |
| ◌ُ       | Oo       |                    |                                   |
| ۋ       | Öö       |                    |                                   |
| پ       | Pp       |                    |                                   |
| ق؛ غ    | Qq       |                    |                                   |
| ر       | Rr       |                    |                                   |
| س       | Ss       |                    |                                   |
| ش       | Šš       |                    | شکل دیگر: Şş                      |
| ت       | Tt       |                    |                                   |
| ۊ       | Uu       |                    |                                   |
|         | Üü       |                    |                                   |
| و       | Vv       |                    | گاهی از حرف Ww نیز استفاده می‌شود. |
| خ       | Xx       |                    |                                   |
| ی       | Yy       |                    |                                   |
| ز       | Zz       |                    |                                   |
| ژ       | Žž       |                    |                                   |

## خطر نابودی
فارسی در حال کنار زدن زبانهای استان گیلان است و بیشترشان در میان نسل جوان گویشورانی ندارند.بررسی‌هایی نشان می‌دهد زبان گیلکی در خطر است و پدران و مادران گیلک‌زبان به‌ویژه در شهرهای گیلک‌نشین اصرار دارند فرزندانشان فارسی صحبت کنند. این عامل، با کاهش دانسته‌های واژگان گیلک زبان‌ها، از یک سو باعث اختلال در فرایند زایش واژگانی و دستوری گیلکی می‌شود و از سوی دیگر با تشدید دو زبانه شدن گیلکی و استفاده اجباری گیلک‌ها از واژگان فارسی در گفتگوهایشان، فرایند مرگ تدریجی زبان مادری گیلک‌ها را شتاب می‌دهد.
به ادعای بعضی منابع بی‌اعتنایی آموزش و پروش گیلان به زبان گیلکی و خالی بودن جای این زبان فراگیر گیلان، در فرایند آموزشی دانشگاه‌ها هم در این امر نقش‌آفرینی می‌کند.
با توجه به روند تغییر زبان و لهجه در شهرستان‌های گیلان از جمله رشت، دو نسل آینده دیگر قادر به تکلم زبان گیلکی نیستند.
گفته شده‌است که بنابر اعلام مؤسسه مکس پلانک، زبان گیلکی دومین زبان ایرانی در معرض خطر است.به گفته مریم سادات فیاضی عضو هیات علمی زبان و ادبیات پژوهشکده‌ گیلان‌شناسی ،  گیلکی را می‌توان در طبقه‌ای میان «آسیب‌پذیر» و «به شدت در معرض خطر» جای داد.به گفته وی امروزه دیگر نمیتوان گیلکی را در مقام زبانی تمام عیار به شمار آورد.

## آواشناسی زبان گیلکی

### واکه‌های زبان گیلکی
زبان گیلکی شامل ۱۱ واکه به شکل زیر می‌باشد.
| ردیف | گیلکی  | فارسی | آوانگاری | مثال                             | توضیحات                                                                                     |
| ۱    | أ      | اَ     | /æ/      | أحمد، زأی                        | -                                                                                           |
| ۲    | ئ (ائ) | اِ     | /e/      | ائره                             | -                                                                                           |
| ۳    | ؤ (اؤ) | اُ     | /o/      | اؤره، دامؤن                      | -                                                                                           |
| ۴    | ی (ای) | ای    | /i:/     | ایران، ولی                       | -                                                                                           |
| ۵    | ۊ (اۊ) | او    | /u:/     | پۊرد                             | -                                                                                           |
| ۶    | آ      | آ     | /ɑ:/     | آسمؤن، گیلان                     | -                                                                                           |
| ۷    | ˇ (ٚ)   | -     | /ə/      | سۊرخˇ گۊل، رٚشت                   | مصوتی بین زیر و زبر (فتحه و کسره)                                                           |
| ۸    | ۋ      | -     |          | تۋل                              | در زبان فرانسه به شکل (u)                                                                   |
| ۹    | ئؤ     | -     | /œ/      | دئؤ (دوق به لهجه گسکری)          | این آوا در زبان لری و هم‌چنین ترکی هم وجود دارد.                                             |
| ۱۰   | یأ     | -     | -        | تیأل (نیلوفر وحشی به لهجه گسکری) | پساوا - در ترکی هم موجود است.                                                               |
| ۱۱   | أؤ     | -     | /æo/     | چأؤدن، أؤؤ                       | میانپیش - آوایی که اول به صورت فتحه تلفظ می‌شود و بدون مکث لب‌ها غنچه شده و ضمه را ادا می‌کند. |

در گیلکی مصوت‌های زیادی همچون‌مازندرانی و تالشی و کردی و… کاربرده می‌شود. بعضی واکه‌ها درجایگاه دیگری ادا می‌شوند ادا کردن یک مصوت در جایگاه مصوت دیگر باعث ایجاد صدای مجهول از آن و شکل دهی به آن می‌شود (به طور فرض گفته شده)و بعضی های دیگر نیز ترکیبی اند و مصوت ها و صامت در بین زبان های ایرانی از گذشته تا امروزه گوناگون و دارای تفاوت و اشتراک است
1. آ ی معمولی و آ در جایگاه اَ گفته می‌شود(مانند زبان کردی و زبانهای دیگر)
2. (اَ) یا همان فتحه معمولی شنیده می‌شود.
3. فتحه یااَ در جایگاه آ گفته می‌شود و آ به صورت مجهول شنیده می شود
4. (او) ی معمولی
5. (اُ) ی معمولی
6. واو مجهول:مصوت اُ یا پیش در جایگاه او که لب‌ها تنگ‌تر و گرد می‌شوند بیان می‌شود که او در آن به صورت مجهول شنیده می‌شود
7. اُ یا ضمه در جایگاه آ: ویژگی گویش بیه پیش و گالشی که اُ در جایگاه آ بیان می شود و دهان به سمت آ متمایل می شود مثال :،کوتاُم،باُم
8. (ای) ی معمولی
9. (اِ)یا کسره ی معمولی
10. یاء مجهول: مصوت اِ یا کسره در جایگاه مصوت ای تلفظ می‌شود که ای به صورت مجهول شنیده می‌شود.
11. شوآ(ə)، مانند شوآی انگلیسی کسره یا اِ در جایگاه اَ یا فتحه بیان می‌شود یا اینکه بگوییم لبها حالت آرامش به خود گرفته و کسره در حالتی خنثی و مرکزی لبها ادا می‌شود شاید گفتن فتحه نیز در این حالت وجود داشته باشد
12. همچون لری و ترکی او در جایگاه ای ادا می‌شود
13. او یا در ای بیان می‌شود
14. اَ در ترکیب با او که در عربی و فارسی تاجیکی و افغانی نیز وجود دارد ترکیبی است
15. احتمالا آ در جایگاه کسره یا اِ نیز ادا می شود. در گیلکی احتمالا صامت ای با مصوت اِ،صامت او با اُ به صورت مستقیم همراه شود شاید ادا کردن آ در جایگاه ای یا به صورت ترکیبی وجود داشته باشد

(نیازمند بازنویسی نوشتن مثال اصلاح تخصصی زبان شناسی و آواشناسی)

### همخوان‌های زبان گیلکی
همخوان‌های زبان گیلکی با فارسی یکی است با این‌حال از نظر واج‌شناسی تفاوت‌هایی دارند اگرچه تفاوت در حدی نیست که در صورت استفاده از آن‌ها در زبان مقابل معانی واژگان تغییر یابد با این وجود برخی همخوان‌ها مانند آوای "k", "g" و "q" در این زبان از نظر مکان و نحوه تولید متفاوت از فارسی ادا می‌شود.
|                | لبی | لثوی | پسالثوی | نرمکامی | چاکنایی |
| بیواک انسدادی  | p   | t    | t͡ʃ      | k       | ʔ       |
| واکدار انسدادی | b   | d    | d͡ʒ      | ɡ       |         |
| بی‌واک سایشی    | f   | s    | ʃ       | x       | h       |
| واک‌دار سایشی   | v   | z    | ʒ       | ɣ       |         |
| خیشومی         | m   | n    |         |         |         |
| روان‌ها         |     | l, ɾ |         |         |         |
| غلت‌ها          |     |      | j       |         |         |

## واژه‌شناسی زبان گیلکی
واژگان زبان گیلکی از ریشه ایرانی هستند و با سایر زبان‌های ایرانی در این زمینه مشابهت دارد. همبستگی واژگانی میان گیلکی و سایر زبان‌های شمال غربی ایران به‌ویژه مازندرانی، تالشی، کردی و زبان بلوچی بیشتر است. با این وجود واژه‌های دخیل فارسی و اصطلاحات روزمره فارسی در این زبان کاملاً مشخص است. در زبان گیلکی مانند فارسی تحلیلی اما اسم‌ها صرف می‌شوند. زبان گیلکی از هشت حالت صرفی اسم در ایرانی باستان سه حالت نهادی، اضافی و مفعولی را نگه داشته است. هرچند که ستاک و ماده اصلی اسم همان حالت نهادی آن است و پایانه صرفی، آن‌گونه که در ایرانی باستان بوده در این زبان باقی نمانده است. همچنین این زبان فاقد تثنیه و جنس دستوری است. پسوند جمع‌ساز اسم در زبان گیلکی أن (an) و ؤن (on) است. در نوشتارهای رسمی این پسوند، ان (ān) می‌باشد.
صرف اسم در زبان گیلکی:
صرف حالات واژه (پئر per) به‌معنی پدر
|        | مفرد       | جمع                            |
| ------ | ---------- | ------------------------------ |
| نهادی  | پئر        | پئران، پئرؤن                   |
| مفعولی | پئر'، پئرأ | پئران'، پئرانأ، پئرؤن'، پئرؤنأ |
| اضافی  | پئر ٚ       | پئران ٚ، پئرؤن ٚ                 |

### نمونه واژگان
شماری از واژه‌های گیلکی به دو گویش بی ٚ پیشی (شرقی)، بی ٚ پسی (غربی) با برابر فارسی و انگلیسی آن:
| فارسی                | گویش بی ٚ پیشی                   | گویش بی ٚ پسی                                           | انگلیسی            |
| -------------------- | ------------------------------- | ------------------------------------------------------ | ------------------ |
| صورت / چهره          | دیم dim                         | دیم dim                                                | Face               |
| زمان                 | زمت zөmөt زمات zөmāt            | زمات zөmāt                                             | Time               |
| بالا                 | جؤر jor                         | جؤر jor                                                | Up                 |
| پایین                | جیر jir                         | جیر jir                                                | Down               |
| زیر                  | بۊن bun / بن bөn                | بۊن bun / بن bөn                                       | Under              |
| پدر                  | پئر per                         | پئر per                                                | Father             |
| مادر                 | مأر mar                         | مار mār                                                | mother             |
| کودک / بچه           | زأی zay / زأک zak               | زأی zay / زأک zak                                      | Baby / Kid         |
| پسر                  | وچه/vacha                       | وچه/vacha                                              | Boy                |
| دختر                 | لاکۊ lāku / کیجه kijө           | کؤر kor / لاکۊ lāku / کیلکا kilkā                      | girl / Daughter    |
| پدر زن               | زۊ پئر zu per                   | زن پئر zөn per                                         | Father in law      |
| مادر زن              | زۊ مأر zu mar                   | زن مار zөn mār                                         | Mother in law      |
| خواهر زن             | زۊ خاخۊر zu xāxur               | زن خاخۊر zөn xāxur                                     | Sister in law      |
| برادر زن             | زۊ برار zu bөrār                | زن برار zөn bөrār                                      | Brother in law     |
| برادر شوهر           | شۊ برار šu bөrār                | مرد ٚ برار mөrdө bөrār                                  | Brother in law     |
| خواهر شوهر           | شۊ خاخؤر šu xāxor               | مرد ٚ خاخؤر mөrdө xāxor                                 | Sister in law      |
| مادر شوهر            | شۊ مأر šu mar                   | مرد ٚ مار mөrdө mār                                     | Mother in law      |
| پدر شوهر             | شۊ پئر šu per                   | مرد ٚ پئر mөrdө per                                     | Father in law      |
| بزرگ                 | پیلله pillө                     | پیلله pillө                                            | Great              |
| لیز / سُر             | لیسک lisk                       | لیسک lisk                                              | Lubricious         |
| ترد و شکننده         | کرچ kөrc                        | کرچ kөrc                                               | Brittle            |
| آویزان کردن / آویختن | وارگنئن vargөnen                | وارگانئن vārgānen / اۊرگادن urgādөn / وارگادن vārgādөn | Hangning           |
| به دنبال کشیدن       | هأکشئن hakөšen                  | فأکشئن fakөšen                                         | Drag               |
| مکیدن                | فۊدۊشتن fuduštөn                | فۊدۊشتن fuduštөn / اۊدۊشتن uduštөn                     | Sucking            |
| میل داشتن            | وأستن vastөn                    | وأستن vastөn                                           | Appetite or Desire |
| ریختن مایعات         | فۊگۊدن fugudөn                  | فۊگۊدن fugudөn فۊکۊدن fukudөn                          | Pouring of Liquids |
| درخت                 | دار dār                         | دار dār                                                | Tree               |
| زنبور                | سیفتال siftāl                   | گرزک gөrzөk                                            | Bee                |
| سنجاقک               | تیتیل titil / تیتیلاس titilās   | چیچیلاس cicilās / ککر kөkөr                            | Dragonfly          |
| گاو                  | گوْ gö گا gā                     | گاب gāb                                                | Cow                |
| گربه / بچه گربه      | پیچأ pica / پیچأ کۊته pica kutө | پیچأ pica / پیچأ کۊته pica kutө                        | Cat/Kitty          |
| گردو                 | آغوز āquz                       | آغوز āquz                                              | Nut                |
| اردک                 | بیلی bili / سیکا sikā           | بیلی bili                                              | duck               |
| مرغ خانگی            | کرک kөrk                        | کرک kөrk                                               | Hen                |
| گنجشک                | ملجه mөljө/ چیچینی cicini       | چیچینی cicini چیشنک cišnek                             | Sparrow            |
| مار                  | میلۊم milum                     | لانتی lānti                                            | Snake              |

## گویش‌ها

نقشه مناطق دارای زبان‌های کاسپین در دهستان‌های ایران، کشیده شده با استفاده از اطلاعات جهاد سازندگی در سال ۱۹۸۶ میلادی

مردم گیلک زبان با گویش‌های مختلف سخن می‌گویند که ریشه در زبان‌های ایران باستان دارد. در بین گویش‌های مختلف زبان گیلکی از نظر فونتیک (بیان صوت و آوا) و صرف افعال اختلاف جزئی دیده می‌شود که ناشی از تحول تدریجی و ویژگی فرهنگی اقلیمی هر منطقه است.
منوچهر ستوده گویش‌های زبان گیلکی رایج در گیلان را به بخش‌های زیر تقسیم کرده است:
1. گویش بیه‌پیشی (گویش جلگه نشینان خاور سفیدرود): رودسر، اشکور پایین و بالا، لاهیجان، لنگرود، کنار فریضه و جز آن را شامل می‌شود.
2. گویش بیه‌پسی (گویش جلگه نشینان باختر سفیدرود): انزلی، صومعه‌سرا، فومن، رشت، چهار فریضه، گسکر، کسما، تولم، شفت، خمام، موازی، کهدم، لشت نشا را شامل می‌شود.
3. گالشی که زبان مردم کوهپایه گیلان است.

نادر جهانگیری دربارهٔ گونه‌های گیلکی این چنین گفته است:
گیلکی خود سه گونه عمده دارد.
الف. گونه گیلکی لاهیجان (بیه‌پیش) در منطقه‌ای محدود از شمال به دریای خزر، از جنوب به بلندی‌های سیاهکل، از غرب به آستانه و حسن‌کیاده تا مرزهای کوچصفهان و از شرق به لنگرود و رودسر و رامسر که به تدریج با زبان مازندرانی می‌آمیزد.
ب. گونه گیلکی رشت (بیه‌پس) که در رشت، خشکبیجار، بندر پهلوی (انزلی)، فومن و شفت، خمام به آن سخن می‌گویند.
ج. گونه گالشی گونه دیگری از گونه‌های گیلکی است که مردم نواحی کوهستانی گیلان و مناطق کوهستانی مازندران به آن سخن می‌گویند.
گویش الموتی تعیین جایگاه گویش الموتی نسبت به دیگر گویش‌های شمال غربی، کار دشواری است، به طوری که برخی آن را گونه‌ای از گیلکی و برخی آن را مازندرانی (طبری) و برخی دیگر نیز آن را تاتی می‌نامند.
به‌طور کلی شهرهای گیلک‌نشین و شهرهایی که در آن‌ها زبان گیلکی رایج است به شهر زیر می‌باشند:
رضوانشهر، فومن، شفت، انزلی، صومعه‌سرا، رودبار و رشت در باختر سپیدرود و آستانه، لاهیجان، دیلمان، سیاهکل، لنگرود، املش، رودسر و اشکورات در خاور سپیدرود و رامسر، کتالم و سادات‌شهر، شیرود، تنکابن و چالوسدر استان مازندران و اکثریت شهرهای کوچک و بزرگ و روستاهای استان گیلان و غرب مازندران و بخش‌هایی از استان قزوین و البرز است
مردم شمال غربی گیلان، به زبانی دیگر از خانواده زبان‌های کاسپین که زبان تالشی باشد تکلم می‌کنند. گیلکی نزدیکی زیادی با زبان مازندرانی داشته و گویشوران این دو زبان تا حد نسبتاً زیادی می‌توانند سخنان هم دیگر را بفهمند. گیلکی تنها در ایران رواج دارد و شبکه استانی گیلان بخشی از برنامه‌های تلویزیونی خود را به این زبان اجرا می‌کند. گیلکی به عنوان زبان رسمی جلسات شورای شهرستان رشت تعیین شده است. باید توجه کرد که نه تنها میان گیلکی و مازندرانی تفاوت‌های زیادی وجود دارد بلکه هر یک از این دو گونه زبانی دارای لهجه‌های فراوانند. زبان گیلکی مشتمل بر سه گویش اصلی است، بیه‌پسی،  بیه‌پیشی و گالشی که در کوهستان‌های جنوب گیلان و غرب مازندران رایج است. بیه‌پیش و بیه‌پس توسط رودخانه سپیدرود از هم جدا می‌گردند. با اینکه گیلکی دارای سه گویش اصلی است اما لهجه هر شهر گیلان تفاوت ناچیزی با بقیه شهرها دارد. برای زبان گیلکی چند لهجه یا زیرگویش تعیین شده است که عبارتند از: رشتی، رودباری، صومعه‌سرایی، لاهیجانی، لنگرودی، رودسری، بندرانزلی، خمامی (در خمام و خشکبیجار)، لشت نشائی و فومنی (در فومن و شفت). به گفته حسین وثوقی زبان گیلکی به دو گویش غربی و شرقی تقسیم می‌شود و مردم شهرهای رشت، انزلی، صومعه‌سرا، لشت نشا و کوچصفهان به گویش غربی و مردم شهرهای لاهیجان، لنگرود، رودسر و کلاچای به گویش شرقی صحبت می‌کنند. حسین وثوقی حد شرقی زبان گیلکی را تا کلاچای می‌داند. به اعتقاد عباس خائفی گویش رامسری یکی از گویش‌های موجود در زبان گیلکی در حاشیه دریای خزر(کاسپین) است. هر چند این شهرستان در استان مازندران واقع شده است اما همانند شهرستان تنکابن به زبان گیلکی سخن می‌گویند و از آداب و رسوم گرایش یافته به استان گیلان برخوردارند. به گفته ایوب رسایی گیلکی شرقی شامل گویش‌های لاهیجان، رودسر، گالش و تنکابن می‌شود و گیلکی غربی شامل گویش‌های رشت، فومن و رودبار می‌شود. گیلکی در رامسر و تنکابن با زبان مازندرانی درمی‌آمیزد. بهرام فره وشی زبان‌شناس و متخصص زبان‌های ایرانی، گویش منطقه لاهیجان را گونه‌ای میانه مازندرانی و گیلکی می‌داند. گاه گویش بینابین چابکسری-تنکابنی (رامسری-تنکابنی) که به مازنی-گیلکی (محدوده تنکابن تا چابکسر) معروف است هم به گروه زبان گیلکی اضافه می‌شوند. و گاه نیز گویش تنکابن به عنوان آخرین گویش از زبان مازندرانی در مطالعات زبانشناسی شناخته می‌شود. زبان گیلکی به دو گویش غربی (بیه‌پس) و شرقی (بیه‌پیش) تقسیم می‌شود و گاه دو گویش دیلمی-اشکوری و گویش بینابین چابکسری-تنکابنی (رامسری-تنکابنی) که به طبری-گیلکی (محدوده تنکابن تا چابکسر) معروف است هم به این فهرست اضافه می‌شوند.

## ادبیات گیلکی
زبان‌های گیلکی و مازندرانی را می‌توان زبان دوم مذهب زیدی در سده‌های هشتم و نهم دانست از آن دوران کتب فراوانی بجای مانده که با توجه به آنها می‌توان این زبان را پس از فارسی با قدمت‌ترین زبان ایرانی دانست که نگارش ادبی تاریخی دارد. از کتب زیدی باقی مانده که به زبان‌های گیلکی و عربی نگاشته شده می‌توان به چند تفسیر زیدی قران مانند: تفسیرکتاب الله، تفسیرمغنیسا، تفسیرقرآن سورتچی، تفسیرقران نسخه اسکاتلند و همچنین کتابی دربارهٔ مذهب زیدی به نام الابانه به عربی و گیلکی توسط ابوجعفر محمد بن یعوب نگاشته شده همچنین کتبی مانند: اول مخشیه زیدی، دوم مخشیه زیدی، مقامات الحریری، الکفایه و چند کتاب دیگر به گیلکی نگاشته شده‌اند.

### فهلویات
در میان اشعار گویندگان بعد از اسلام به آثاری برمی‌خوریم که به زبان گیلکی کنونی نزدیک است. فهلویات شامل اشعاری (دوبیتی) است به گویشهای غرب و مرکز و شمال ایران. مناطق فهله عبارت هستند از اصفهان و ری و همدان و ماه نهاوند و آذربایجان اما می‌توان از دیدگاه زبانشناسی گیلان را نیز شامل این مناطق دانست.

### هساشعر
هساشعر سبکی مدرن از شعر گیلکی و بعداً مازندرانی است که توسط شاعران گیلک از جمله محمد بشرا، رحیم چراغی و محمد فارسی از اوایل دهه هفتاد پایه‌ریزی شد. هساشعر موجز و کوتاه است و علی‌رغم مدرن بودن از لحاظ زبان و شیوه بیان، فضای آن عموماً طبیعت محض و به دور از فضای شهری است.